# Antigny, Vienne

Antigny este o comună în departamentul Vienne, Franța. În 2009 avea o populație de 602 de locuitori.